# Петар (куропалат)
Петар (грчки: Πέτρος; рођен око 545. у Арабису - умро 27. новембра 602. године у Цариграду или Халкедону) је био византијски куропалат и брат цара Маврикија (582-602). 

## Поход против Пиригаста
Маврикије је 594. године послао Петра на поход против Словена. Прешавши Дунав код Маркијанопоља (данашња источна Бугарска), Петар је послао претходницу од 1000 људи. Претходница је наишла на 600 Словена који су са собом носили плен задобијен у пљачкама ромејских територија. Ромејска војска није се смела упустити у отворен сукоб страхујући да варварске стреле не побију њихове коње. Сјахали су и пешке навалили на непријатеља. Видевши бројнијег непријатеља, варвари побише заробљенике и навалише на Ромеје. Тек после дужег времена су савладани и побијени. 
Након четири дана двадесеторица Петрових људи кренула су у извидницу како би испитала бројност непријатеља. Словени су их заробили и приморали да открију ромејске планове. Пиригаст, поглавица те скупине варвара, сакри се у шуми и постави Ромејима заседу. Стратег Петар, самодршцев брат, сазнао је за заседу и наредио војсци да не прелази реку одвојено већ заједнички. Ромеји су из чамаца засули Словене стрелама. Погинуо је и словенски вођа Пиригаст. 

## Поход из 602. године
Свој други поход на Словене Петар је покренуо 602. године. Маврикије му је наредио да са војском пређе Дунав и ратује против склавинија. На чело војске Петар је поставио Гудуина који је нанео непријатељу велике поразе задобијајући велики број заробљеника. Дознавши за поход, хаган је послао Апсиха да са војском уништи народ Анта, тадашњег ромејског савезника. Вест Теофилакта Симокате о Апсиховом походу на Анте последњи је сигуран помен овог словенског племена у историјским изворима. Део хаганове војске се одметнуо и пришао Ромејима. Када је стигла јесен, Маврикије је наредио Петру да његова војска презими на земљи Словена. То је изазвало страшну побуну у војсци. У њој је страдао и Петар. 
Петар се наводи као један од могућих аутора Псеудо-Маврикијевог Стратегикона. 